# Boulengerula fischeri
Espèce
Statut de conservation UICN

 VU D2 : Vulnérable
Boulengerula fischeri est une espèce de gymnophiones de la famille des Herpelidae.

## Répartition
Cette espèce est endémique de la province de Cyangugu au Rwanda, à environ 2 000 m d'altitude.
Sa présence est incertaine en République démocratique du Congo et au Rwanda.
Elle n'était connue que par un seul spécimen jusqu'en 2009.

## Étymologie
Cette espèce est nommée en l'honneur d'Eberhard Fischer (1946-).

## Publication originale
- Nussbaum & Hinkel, 1994 : Revision of East African caecilians of the genera Afrocaecilia Taylor and Boulengerula Tornier (Amphibia: Gymnophiona: Caeciliaidae). Copeia, vol. 1994, no 3, p. 750-760.